# Boidobra
Boidobra es una freguesia portuguesa del concelho de Covilhã, en el distrito de Castelo Branco con 14,44 km² de superficie y 3.246 habitantes (2011). Su densidad de población es de 224,8 hab/km².
Situada a 4 km de la cabecera del municipio, sobre la margen derecha del río Cécere, sus orígenes se remontan al siglo XII y fue elevada a la categoría de vila el 20 de mayo de 1993.Su crecimiento demográfico se basó en el auge de la industria lanera, y tras su crisis en los servicios.